# Grawan
Grawan is een bestuurslaag in het regentschap Rembang van de provincie Midden-Java, Indonesië. Grawan telt 2295 inwoners (volkstelling 2010).